# Famille de L'Isle-Adam
Pour l’article homonyme, voir L'Isle-Adam.
La famille de L'Isle-Adam est une ancienne famille féodale, originaire de la ville de L'Isle-Adam, dans l'actuel Val d'Oise.
Elle remonte sa filiation à Adam de l'Isle, mentionné en 1014, et s'éteint au XVIIIe siècle.
Elle compte un connétable de France, un lieutenant général de Paris et ses armes sont représentés dans la cinquième salle des Croisades du Château de Versailles.

## Seigneurs de L'Isle-Adam
De 1014 à 1324, la branche ainée de la famille détiendra la seigneurie de L'Isle-Adam.
- Adam Ier de l'Isle
  - Philippe Ier de l'Isle, filleul du roi Philippe Ier
  - Adam II de l'Isle, connétable
    - Adam III de l'Isle, Croisé mort en 1122
      - Ansel Ier de l'Isle, fondateur de l'Abbaye Notre-Dame du Val, échanson du roi Louis VII le Jeune
        - Adam IV de l'Isle, mort en 1189
          - Ansel II de l'Isle, mort en 1219
            - Ansel III de l'Isle-Adam, mort en 1253 en l'honneur de qui Rutebeuf composa une complainte funéraire[2]
              - Jehan de l'Isle-Adam, mort en 1275
                - Ansel IV de l'Isle-Adam, mort en 1324
                - La suite des seigneurs de L'Isle-Adam — dont les Villiers (Pierre) — est issue directement de Jehan, sauf son neveu Gasce.

## Branche cadette
Pierre, fils d'Ansel II est à l'origine d'une branche cadette qui perdurera jusqu'au XVIIIe siècle.
- Pierre Ier
  - Pierre II
    - Ansel
      - Adam, Seigneur de Puiseux
        - Ancel, Seigneur de Puiseux
          - Charles, Seigneur de Puiseux

        - Bridoul, (1380 - 1415) mort à la bataille d'Azincourt
        - Philippe, Seigneur de Saint-Cyr
          - Gassot, Seigneur de Marivaux
            - Yves, Seigneur d'Andrésy
              - Barthélémy(   - 1576), Seigneur d'Andrésy

            - Guillaume, Seigneur de Marivaux
              - Jean (1500 - 1572), Lieutenant général de Paris et de l'Ile de France
                - Claude de l'Isle de Marivaux (en) ( - 1598)
                  - François (-1611)
                    - François (-1666)
                      - Louis (-1729)
                      - Hardouin (-1709)
                        - Louis-Jean-Jacques

## Armoiries
L'ancienne famille de L'Isle porte de gueules à la fasce d'argent, accompagnée de sept merlettes du même, quatre en chef et trois en pointe,.
Toutefois le nombre de merlettes a pu varier[réf. nécessaire].